# Шестиструнний самурай
«Шестиструнний самурай» (англ. Six-String Samurai) — американський постапокаліптичний комедійний бойовик режисера Ленса Манджиа 1998 р. Головні ролі виконали Джеффрі Фелкон і Джастін МакГвайр. Брайан Тайлер композивував фільм разом із Red Elvises, причому останній забезпечує більшу частину саундтреку.
Фільм був зустрінутий з великим хвилюванням, коли був показаний на кінофестивалі Slamdance в 1998 р., вигравши нагороди за найкращий монтаж і кінематографію та зібравши сприятливі відгуки від таких видань, як Fangoria, Film Threat тощо.
В обмеженому випуску в кінотеатрах фільм був протягом декількох місяців, здобувши репутацію культового; проте маючи бюджет в $2 млн бойовик заробив всього $ 124 494 в касах.

## Сюжет
«Шестиструнний самурай» описує події світу альтернативної історії США, в якому Радянський Союз закінчує Третю світову війну декількома ядерними ударами по Сполучених Штатах, перетворюючи їхню територію в пустелю, непридатну для життя. Уряд США (нині — «Королівства Елвіса») об'єднується під керівництвом Короля рок-н-ролу в Лост-Вегасі (нова назва Лас-Вегаса).
Фільм починається з радіопередачі, в якій повідомляється про те, що Елвіс помер, і тепер кожен живий музикант-віртуоз направляється в Лост-Вегас шукати щастя стати новим Королем.
Бадді (Джефрі Фелкон), схожий на Бадді Холлі — один з таких музикантів, що стікаються до міста, останнього оплоту свободи у варварському світі пост'ядерної пустки. Під час своєї подорожі він стикається з необхідністю врятувати другого головного героя фільму — Хлопчину (англ. Kid), і після цього не може позбутися від його компанії, яка його чим далі, тим менше обтяжує, тому що дитина виявляється вигідним і цікавим супутником.
Під час своєї подорожі Бадді зустрічається з багатьма людьми, починаючи від сімейки людожерів і закінчуючи дивними «тими, хто живе на вітряку», або «вітрянщиками» і брудними дикунами, складовими тепер більшої частини цивільного населення. Майстерно володіючи самурайським мечем і гітарою, Бадді вступає в бій з численними противниками: іншими самураями, дикунами-людоїдами, боулінгістами-мисливцями за головами, музикантами сибірської групи «Red Elvises» (які написали саундтрек до фільму), таємничими Вітрянщиками, Культом Бога Млина, що розташувався в Пеклі, загубленою ротою Червоної армії на підступах до Лост-Вегасу, у якої немає жодного патрона з 1957 року. 
Його основним противником, так чи інакше, залишається зловісний соло-гітарист, який називає себе Смертю і методично вбиває всіх претендентів на трон Короля рок-н-ролу. 

## Ролі
- Джеффрі Фелкон — Бадді, пародія на Бадді Холлі
- Джастін МакГвайр — Хлопчина
- Стефані Гейгер — Смерть
- Джордж Л. Касільяс — Маріачі, пародія Річі Валенса
- Ден Бартон — Ворд Клівер
- Кім Де Анджело — Мати

## Музика
Six-String Samurai: Original Motion Picture Soundtrack — оригінальний саундтрек до фільму; випущений Rykodisc 25 серпня 1998 р.
1. United States of Russia (Red Elvises)
2. Neverland
3. Love Pipe (Red Elvises)
4. A Mother's Hand/Buddy
5. Fly Away Little Butterfly
6. Kill 200 Men (Dialogue)
7. Boogie on the Beach  (Red Elvises)
8. I Do Not Like Rock & Roll (Dialogue)
9. Hungarian Dance #5  (Red Elvises)
10. Arrowed Kid/Bowlers on the Floor (Dialogue)
11. Rock & Rolling Ourselves to Death (Dialogue)/Jerry's Got the Squeeze Box (Red Elvises)
12. Lonely Highway of Love (Dialogue)/Scorchi Chornie (Red Elvises)
13. My Darling Lorraine  (Red Elvises)
14. Astro
15. Follow the Yellow Brick Road(Dialogue)/Leech (Red Elvises)
16. See You Around Kid (Dialogue)/Siberia  (Red Elvises)
17. Good Golly Miss Molly  (Red Elvises)
18. My Love Is Killing Me (Red Elvises)
19. Sacred Funeral
20. Relentless Sun
21. Over the Hill
22. Bring His Guitar to Me(Dialogue)/Sahara Burn
23. A Boy and His Spirit
24. If You Were Me, You'd Be Good-Looking (Dialogue)/Surfing in Siberia (Red Elvises)
25. Draggin a Fallen Hero
26. Nice Tuxedo (Dialogue)/Showdown at Not Okay Corral
27. Bend Before the Ways of Heavy Metal (Dialogue)/Dueling Guitars
28. Dream March
29. The Great Battle
30. End of a Hero/Finale
31. On My Way to Vegas

## Критика
Рейтинг фільму на сайті IMD — 6,7/10, Rotten Tomatoes — 60% свіжості та 77% оцінка аудиторії.